# Ideoroncus cavicola
Espèce
Ideoroncus cavicola est une espèce de pseudoscorpions de la famille des Ideoroncidae.

## Distribution
Cette espèce est endémique du Brésil. Elle se rencontre dans l'État de São Paulo à Iporanga dans les grottes Caverna Areias de Cima et Alambari de Baixo et au Paraná à Rio Branco do Sul dans la grotte Gruta de Lacinhas.

## Description
Ce pseudoscorpion est anophtalme.

## Publication originale
- (en) Volker Mahnert, « Cave-dwelling pseudoscorpions (Arachnida, Pseudoscorpiones) from Brazil », Revue suisse de zoologie, MHNG, vol. 108, no 1,‎ 2001, p. 95–148 (ISSN 0035-418X, DOI 10.5962/BHL.PART.79622, lire en ligne).